# ستيوارت مورغان
ستيوارت مورغان (بالإنجليزية: Stuart Morgan)‏ (23 سبتمبر 1949 بسوانزي في المملكة المتحدة - ) هو مدرب كرة قدم ولاعب كرة قدم بريطاني في مركز الدفاع. لعب مع كولتشستر يونايتد ونادي بورنموث ونادي توركي يونايتد ونادي ريدنغ ووست هام يونايتد.

## وصلات خارجية
- ستيوارت مورغان على موقع قاعدة بيانات كرة القدم.إي يو (الإنجليزية)